# Нігерія на зимових Олімпійських іграх 2022
Нігерія взяла участь у зимових Олімпійських іграх 2022, що тривали з 4 до 20 лютого 2022 року в Пекіні (Китай).

## Учасники
| Спорт          | Чоловіки | Жінки | Всього |
| -------------- | -------- | ----- | ------ |
| Лижні перегони | 1        | 0     | 1      |
| Всього         | 1        | 0     | 1      |

## Лижні перегони
Від Нігерії на Олімпіаду кваліфікувався один лижник, що відповідав базовим кваліфікаційним критеріям. Це буде дебют для країни на зимових Олімпійських іграх у цьому виді спорту. Самуель Ікпефан — лижник родом із Франції, на Олімпіаді захищає честь країни, з якої походить його батько.
Дистанційні перегони
| Спортсмен      | Дисципліна                        | Фінал        | Фінал        | Фінал        |
| Спортсмен      | Дисципліна                        | Час          | Відставання  | Місце        |
| -------------- | --------------------------------- | ------------ | ------------ | ------------ |
| Семюел Ікпефан | 15 км класичним стилем (чоловіки) | Не фінішував | Не фінішував | Не фінішував |

Спринт
| Спортсмен      | Дисципліна        | Кваліфікація | Кваліфікація | Чвертьфінал | Чвертьфінал | Півфінал    | Півфінал    | Фінал       | Фінал       |
| Спортсмен      | Дисципліна        | Час          | Місце        | Час         | Місце       | Час         | Місце       | Час         | Місце       |
| -------------- | ----------------- | ------------ | ------------ | ----------- | ----------- | ----------- | ----------- | ----------- | ----------- |
| Семюел Ікпефан | Спринт (чоловіки) | 3:09.57      | 73           | Не потрапив | Не потрапив | Не потрапив | Не потрапив | Не потрапив | Не потрапив |